# Samsung Galaxy S Duos 2
Samsung Galaxy S Duos 2 - Android смартфон, произведенный, выпущенный и продаваемый Samsung Electronics, который является непосредственным преемником оригинального Galaxy S Duos.
Представленный 30 ноября 2013 года на некоторых азиатских рынках, он был первоначально выпущен 5 декабря 2013 года в нескольких странах. В отличие от других моделей Dual SIM Samsung, этот телефон относится к high-end серии "S". Внешний и физический дизайн модели идентичен оригинальной модели, акцент сделан на внутренних обновлениях, таких как модернизированный процессор и обновленное программное обеспечение операционной системы.

## Спецификации

### Оборудование и дизайн
Дизайн S Duos 2 такой же, как и у S Duos. Он имеет округлый корпус из поликарбоната, отделку из искусственного металла и съемную заднюю крышку, типичную для большинства смартфонов Samsung, начиная с Galaxy S III. S Duos 2 доступен в черном и белом цвете. Экран S Duos 2 представляет собой 4,0-дюймовую (102 мм) 233p TFT LCD панель, такую же, как у S Duos..
В отличие от моделей начального уровня с двумя SIM-картами от Samsung, S Duos 2 постоянно активен на обеих SIM-картах, поэтому он готов принимать звонки на любой из них, если вызов еще не начался. В качестве опции он может принимать два вызова одновременно, но для этого необходимо настроить переадресацию на недоступные номера, что зависит от наличия возможности у оператора связи и может повлечь за собой дополнительную плату. Ограничением телефона является то, что только одна SIM-карта может быть активна в UMTS (и, следовательно, передавать данные) одновременно, поэтому он может быть непригоден для определенных комбинаций сетей.
S Duos 2 также содержит съемный аккумулятор емкостью 1500 мАч. Его хватает на 4-5 часов при интенсивном использовании и чуть более 3 часов в играх.

### Камеры
Galaxy S Duos 2 оснащен 5-мегапиксельной камерой со светодиодной вспышкой и 0,3-мегапиксельной фронтальной камерой. Задняя камера имеет 7 режимов съемки. Задняя камера может записывать видео в форматах 720p, 480p и 240p.

### Программное обеспечение
S Duos 2 поставляется с Android 4.2.2. "Jelly Bean" и программным обеспечением TouchWiz от Samsung. В S Duos 2 добавлены некоторые функции Galaxy S4, такие как виджеты, которые были обновлены до фирменных виджетов Samsung, используемых в моделях с этой версией ОС.